# Saint-Thonan
Saint-Thonan (tiếng Breton: Sant-Tonan) là một xã của tỉnh Finistère, thuộc vùng Bretagne, miền tây bắc Pháp.

## Dân số
Người dân ở Saint-Thonan được gọi là Saint-Thonanais.